# 倒缸酒
倒缸酒是湖南嘉禾县出产的甜型黄酒。嘉禾县当地酿酒史悠久，可上溯至始于东周，兴于汉代，因酿制时将糟烧或水酒倒入糟缸，故名“倒缸酒”。但历史上的倒缸酒历来为水酒，无法长期存储，且受季节限制，只可于冬至开酿，春节开坛饮用，因此过去的倒缸酒一直为民间自酿自饮，从未有过商业化量产；即便当局为保留倒缸酒传统酿造技艺而于1953年成立嘉禾酒厂后，年产量也只为区区五十吨而已。为解决上述问题，嘉禾酒厂1985年开始研发倒缸酒新产品，1990年成功，次年投产。新品乃甜型黄酒，因广受欢迎而迅速取代了以前产品，使销路由原仅限当地而扩张至外省，酒名为嘉禾倒缸酒，因贮存期较水酒可大为延长，民间自酿者也改酿此款新品；若封存两年或更长，便是极品。